# 星野英治
星野 英治（ほしの えいじ、1954年11月14日 - ）は元研究ニュース（旧・競馬研究）の記者。東京都出身。
研究ニュースとなった2012年以降では所属トラックマンのなかではもっとも競馬中継に出演していたが、定年により2015年をもって退社。土曜日の午後は2011年より開始したBS11『BSイレブン競馬中継』のパドック解説を隔週で担当。日曜日はラジオNIKKEI『中央競馬実況中継・第1放送』で、8R-10Rの返し馬診断と最終レースのパドック解説に出演。また、当日開催分のダイジェストと翌日のメイン展望を行う競馬番組の『うまナビ!イレブン』（おもに東京開催）の解説者も担当。
2010年までは関東独立UHF局制作の『中央競馬ワイド中継』・『中央競馬ハイライト』にレギュラー解説者として出演していた。日曜日の中央競馬ハイライトは中山、新潟開催時に出演していた。土曜日の中央競馬ワイド中継は実況席からの解説となっていた。レースによっては「星野英治の返し馬診断」と題した返し馬解説も行った。
予想スタイルは徹底した本命党で、ほとんどのレースで1 - 2番人気の馬を本命にしている。